# Stenobrimus

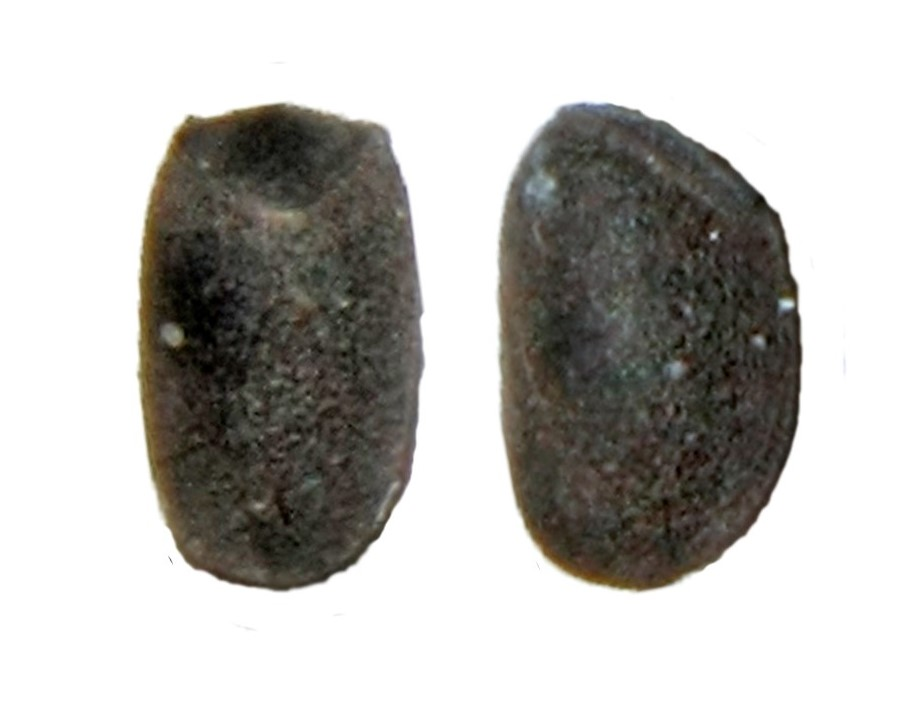
Eier von Stenobrimus bolivari von dorsal (links) und lateral (rechts)

Stenobrimus ist eine Gattung mittelgroßer Gespenstschrecken, die auf den Philippinen heimisch ist.

## Merkmale
Die Vertreter dieser Gattung sind viel schlanker und langbeiniger als alle anderen Vertreter der Obriminae und entsprechen eher dem typischen Habitus von Stabschrecken. Über den gesamten Körper und die Schenkel sind je nach Art in mehr oder weniger regelmäßigen Abständen Stacheln verteilt. Auf Thorax und Abdomen sind sie in Paaren oder Viererringen angeordnet. Die 45 bis 58 mm langen Männchen sind relativ schlicht gefärbt. Die Weibchen werden 55 bis 60 mm groß. Sie sind je nach Art verglichen mit den Männchen regelrecht farbenfroh und können Muster aus Dreiecken oder Rauten in grünen, hell- und dunkelbraunen Farben auf dem Thorax und dem vorderen Abdomen haben. Auch die Beine können grün und braun gebändert sein.

## Verbreitung
Die Vertreter dieser Gattung sind auf verschiedenen philippinischen Inseln beheimatet. Stenobrimus bolivari kommt auf Luzon beispielsweise in den Provinzen Quezon und Laguna vor. Stenobrimus tagalog stammt von der wenige Kilometer vor der Südostküste Luzons gelegenen Insel Polillo. Auf Mindanao ist Stenobrimus lumad heimisch.

## Systematik

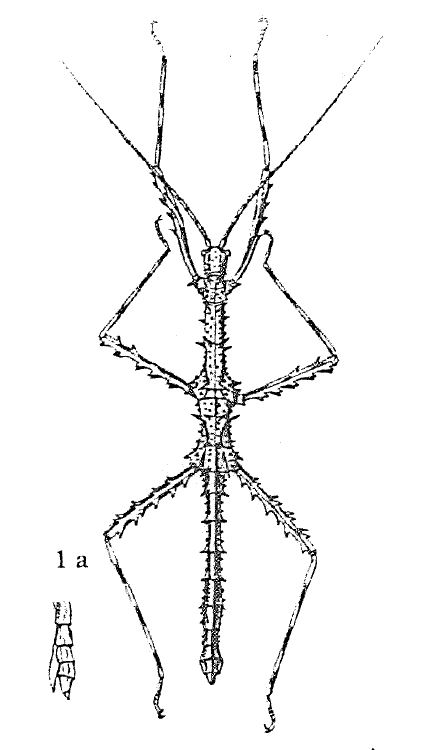
Stenobrimus bolivari, Weibchen aus der Originalbeschreibung von Redtenbacher 1906

Die Gattung Stenobrimus wurde von Joseph Redtenbacher 1906 als monotypische Gattung für die gleichzeitig beschrieben Stenobrimus bolivari innerhalb der Obrimini aufgestellt. Stenobrimus bolivari ist damit Typusart durch Monotypie. Redtenbacher beschrieb die Art anhand eines Weibchens, welches der spanische Naturforscher und Entomologe Ignacio Bolivar auf Luzon in der Gegend um Tayabas gesammelt hatte. Ihm zu Ehren ist auch der Artname gewählt worden. James Abram Garfield Rehn und John W. H. Rehn beschrieben mit Stenobrimus tagalog 1939 die zweite Art der Gattung anhand eine Männchens. Der Artname ist der philippinischen Ethnie der Tagalog gewidmet. Oliver Zompro erhob die Obrimini 2004 in den Rang einer Unterfamilie und unterteilte diese in drei Tribus. Stenobrimus ordnete er gemeinsam mit Eubulides, Tisamenus, Ilocano (heute Synonym zu Tisamenus), Hoploclonia, Heterocopus, Pterobrimus und Theramenes den Eubulidini zu. Diese Tribus wurde 2016 von Frank H. Hennemann et al. wieder eingezogen und gilt heute als Synonym zu den Obrimini, in die auch die Gattung Stenobrimus wieder überstellt wurde. Innerhalb der Obrimini wurden drei Gattungsgruppen aufgestellt. Die für Stenobrimus aufgestellte ist aufgrund der einzigartigen Merkmale der Gattung die einzige monotypische. Auch wenn die Gattungsgruppen laut einer auf Genanalysen basierenden, 2021 veröffentlichten Arbeit keinen Bestand haben, konnte die Sonderstellung von Stenobrimus grundsätzlich bestätigt werden. Im Jahr 2010 wurde Stenobrimus lumad beschrieben, deren Artname der auf Mindanao heimischen, indigenen Volksgruppe der Lumad gewidmet ist. Die aus Cavinti von der Insel Luzon stammende Stenobrimus pilipinus wurde 2023 beschrieben.
Gültige Arten sind:
- Stenobrimus bolivari Redtenbacher, 1906
- Stenobrimus lumad Lit & Eusebio, 2010
- Stenobrimus pilipinus Eusebio, Lit & Lucañas, 2023
- Stenobrimus tagalog Rehn & Rehn, 1939

## Terraristik und Lebensweise
Joachim Bresseel, Mark Bushell und Ellen Caluwe fanden im März 2008 Vertreter von Stenobrimus bolivari im Quezon-Nationalpark. Auch Thierry Heitzmann fand 2008 einige Tiere dieser Art im Südosten Luzons. Heitzmann vermehrte die Art auf den Philippinen. Auch in Europa gelang Tim Bollens und Rob Krijns in den Niederlanden zunächst die Zucht. Gefressen wurden verschiedene Arten von Farnen. Die Weiterzucht ist nicht dauerhaft geglückt und seit etwa 2012 ist kein Vertreter der Gattung mehr in Zucht.